# Reggia di Portici
La reggia di Portici è un palazzo monumentale, costruito nel 1738 per volere di Carlo di Borbone re di Napoli, e della moglie Maria Amalia di Sassonia. Dal 1935 è anche sede della Facoltà di Agraria dell'Università degli Studi di Napoli "Federico II".

## Storia
L'area di Portici è stata frequentata fin dall'antichità come luogo ameno in cui i patrizi romani andavano a trascorrere i propri periodi di otium presso le numerose residenze costruite lungo la fascia costiera tra il Vesuvio ed il Mar Tirreno. Di tali insediamenti si ritrovano a tutt'oggi significative testimonianze sul territorio, collegate alla presenza dell'antica Herculaneum in stretta prossimità.
Nel corso dei secoli, e posteriormente alla disastrosa eruzione del 79 d.C., l'area ha continuato ad esercitare una forte attrattiva per i membri più facoltosi della società dell'epoca, i quali edificarono nel corso dei secoli le proprie residenze in zona. Punto focale di tale attività fu, a partire dal XIII secolo, la chiesa di Sant'Antonio, che la tradizione vuole sia stata edificata da San Francesco d'Assisi, attorno alla quale sorsero le prime dimore nobiliari. Tali dimore furono la base per la costituzione di numerosi cenacoli culturali, tra cui si segnalano quello del giurista Roberto da Varano, i quali attirarono, sotto il dominio di Roberto d'Angiò, lo stesso Petrarca a compiere una visita dei luoghi.
Secondo lo statuto dell'Accademia Antoniana - il cenacolo fondato nel 1458 da Antonio Beccadelli detto il Panormita che diede più tardi origine all'Accademia Pontaniana - la quale annoverava tra i suoi membri Lorenzo Valla, Giovanni Pontano ed il cardinale Bessarione - le sue riunioni avvenivano a Portici, presso la villa dei conti D'Aquino di Caramanico, situata sempre nella stessa area.
Secondo la tradizione, l'interesse del re Carlo di Borbone per l'area fu originato da un evento fortuito. Di ritorno da Castellammare di Stabia in navigazione verso Napoli, fu sorpreso da una tempesta insieme alla consorte Maria Amalia di Sassonia. Rifugiatisi presso il porticciolo del Granatello, furono accolti presso la villa Leucopetra (oggi Villa Nava). Qui rimasero così favorevolmente impressionati dall'amenità del luogo, che decisero di farvi costruire, di lì a poco, un palazzo che potesse ospitarli come dimora ufficiale:
(L. Santoro, Il Palazzo Reale di Portici, in Pane, R. Ville vesuviane del Settecento. Italia, Edizioni scientifiche italiane, 1959, pp. 193-235.)
Il via ai lavori fu dato nel 1738 con un progetto architettonico commissionato a Giovanni Antonio Medrano, richiamato in Italia proprio da Carlo di Borbone per dare seguito, assieme ad altri architetti di fama dell'epoca, al suo ambizioso programma di opere pubbliche e di rappresentanza nel Regno di Napoli. A partire dal 1740, a Medrano subentrò Antonio Canevari.
Tra gli altri artisti che lavorarono per la costruenda reggia vanno ricordati i pittori Giuseppe Bonito, Vincenzo Re e Crescenzo Gamba che decorò le sale del palazzo, e lo scultore Joseph Canart che, operando con marmi di Carrara, allestì le opere scultoree del parco reale.

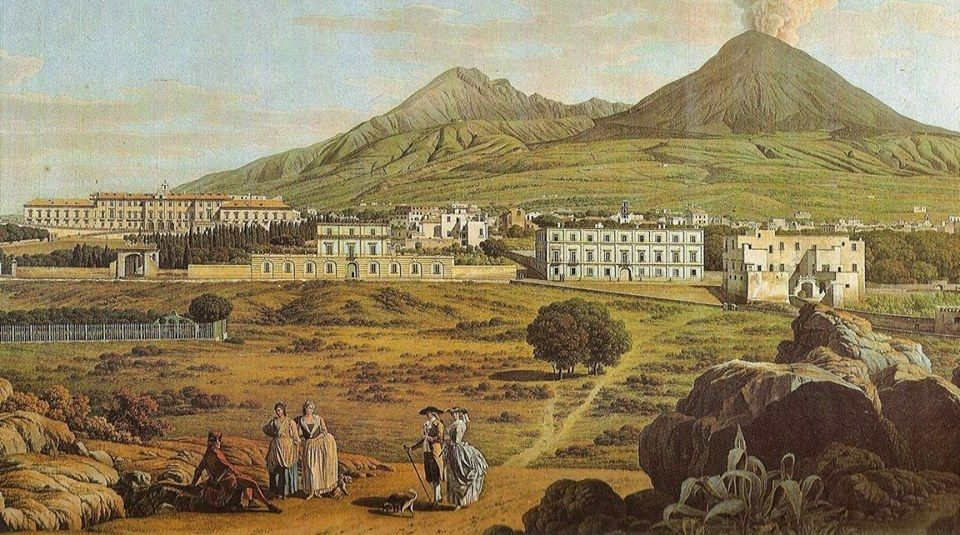
La reggia tra il 1783 e il 1784

Una serie di palazzi e dimore nobiliari preesistenti (ed espropriati) funsero da base architettonica per la realizzazione della reggia; ciò comportò anche una serie di opere di scavo che permisero il ritrovamento di numerose opere d'arte di valore archeologico, tra cui un vero e proprio tempio con 24 colonne di marmo. Tali opere furono temporaneamente sistemate in un museo allestito per l'occasione, il Museo di Portici, annesso alla Accademia Ercolanese, luogo di deposito dei reperti provenienti dagli scavi archeologici di Ercolano.
La realizzazione del nuovo palazzo reale, di dimensioni non vastissime, stimolò la costruzione di numerose altre dimore storiche nelle vicinanze (le ville Vesuviane del Miglio d'oro), nate col fine di ospitare la corte reale che non poteva essere ospitata pienamente nella reggia porticese.
Nel 1799, con la rivoluzione napoletana, la corte reale fuggì a Palermo portando con sé 60 casse piene di numerosi reperti; in occasione della nuova fuga, avvenuta nel 1806, portò via altre 11 casse di antichità. In questi anni Giuseppe Bonaparte ordinò il trasporto delle antichità rimaste a Portici nel Museo di Napoli. Solo nel 1818, in occasione del rientro a Napoli della corte borbonica, le casse conservate a Palermo furono trasferite nel nuovo museo di Napoli. Il Museo di Portici trovò così la sua fine, anche se il trasferimento delle pitture parietali venne concluso solo nel 1827.
Fu Gioacchino Murat ad arredare ex novo la reggia con mobilio francese e con gusto improntato ad un notevole lusso mentre, sotto Ferdinando II di Borbone, la reggia acquistò un collegamento ferrato con Napoli (con la Ferrovia Napoli-Portici) ed ospitò anche il pontefice Pio IX, per divenire progressivamente un sito sempre meno frequentato col passare dei decenni.
Oggi la reggia ospita la sede della Facoltà di Agraria dell'Università degli Studi di Napoli "Federico II" ed alcuni musei.

## Architettura

### Il palazzo

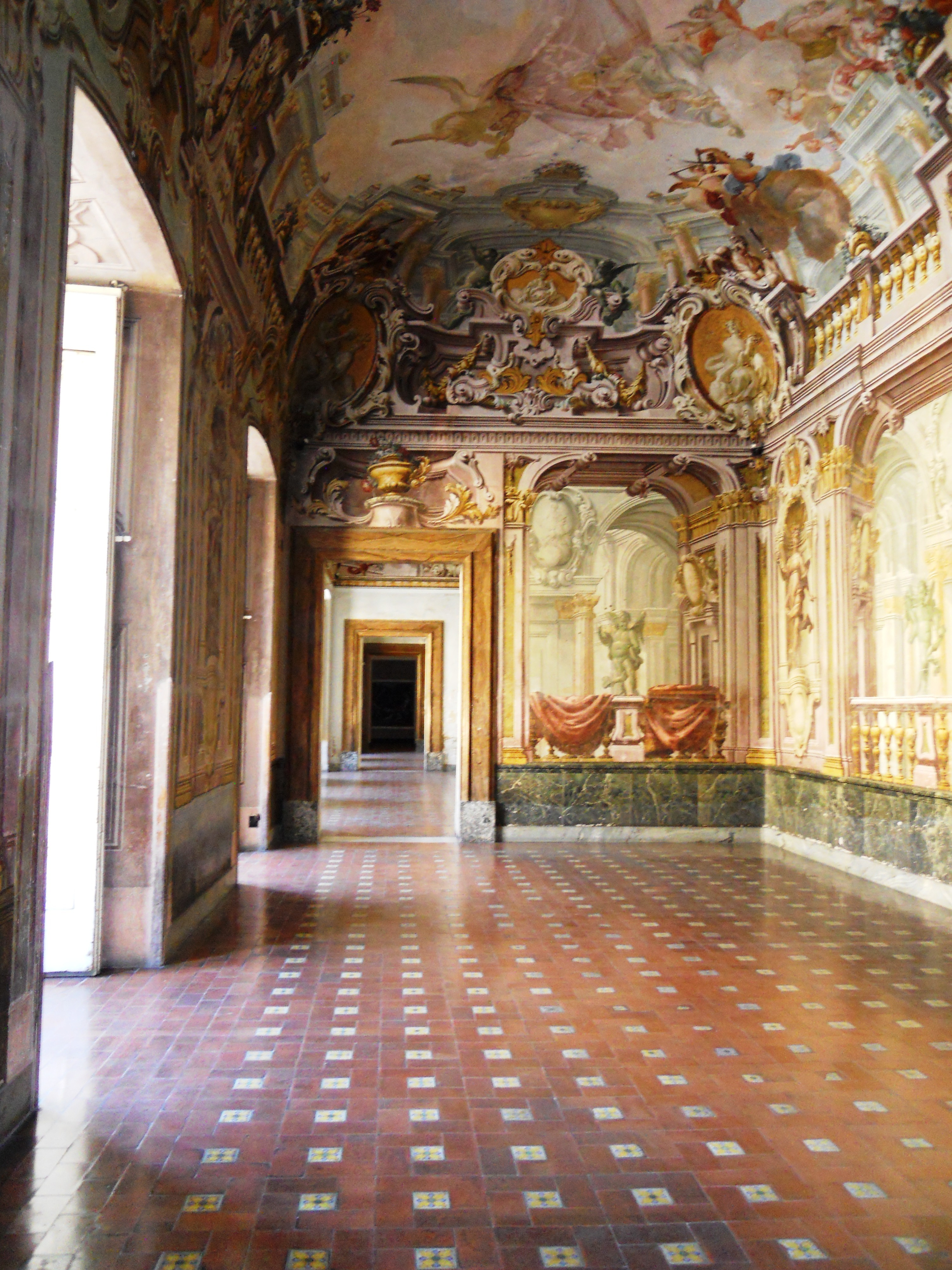
Particolare di una stanza

L'imponente edificio di pianta quadrata combina elementi architettonici e artistici progettati da famosi architetti come Giovanni Antonio Medrano, Antonio Canevari e Luigi Vanvitelli. Inoltre include ambienti prestigiosi come la Sala del Trono e la Stanza Dorata, con decorazioni in stile Luigi XVI. Degni di menzione sono anche il riccamente decorato salottino Luigi XIV e il Salottino di porcellana di Maria Amalia di Sassonia - rimontato nel 1866 nella reggia di Capodimonte a Napoli, ma concepito per il palazzo di Portici - le cui pareti sono decorate in porcellana di Capodimonte, di cui la sovrana era estimatrice. La facciata principale si affaccia sul Golfo di Napoli, offrendo una vista suggestiva. 

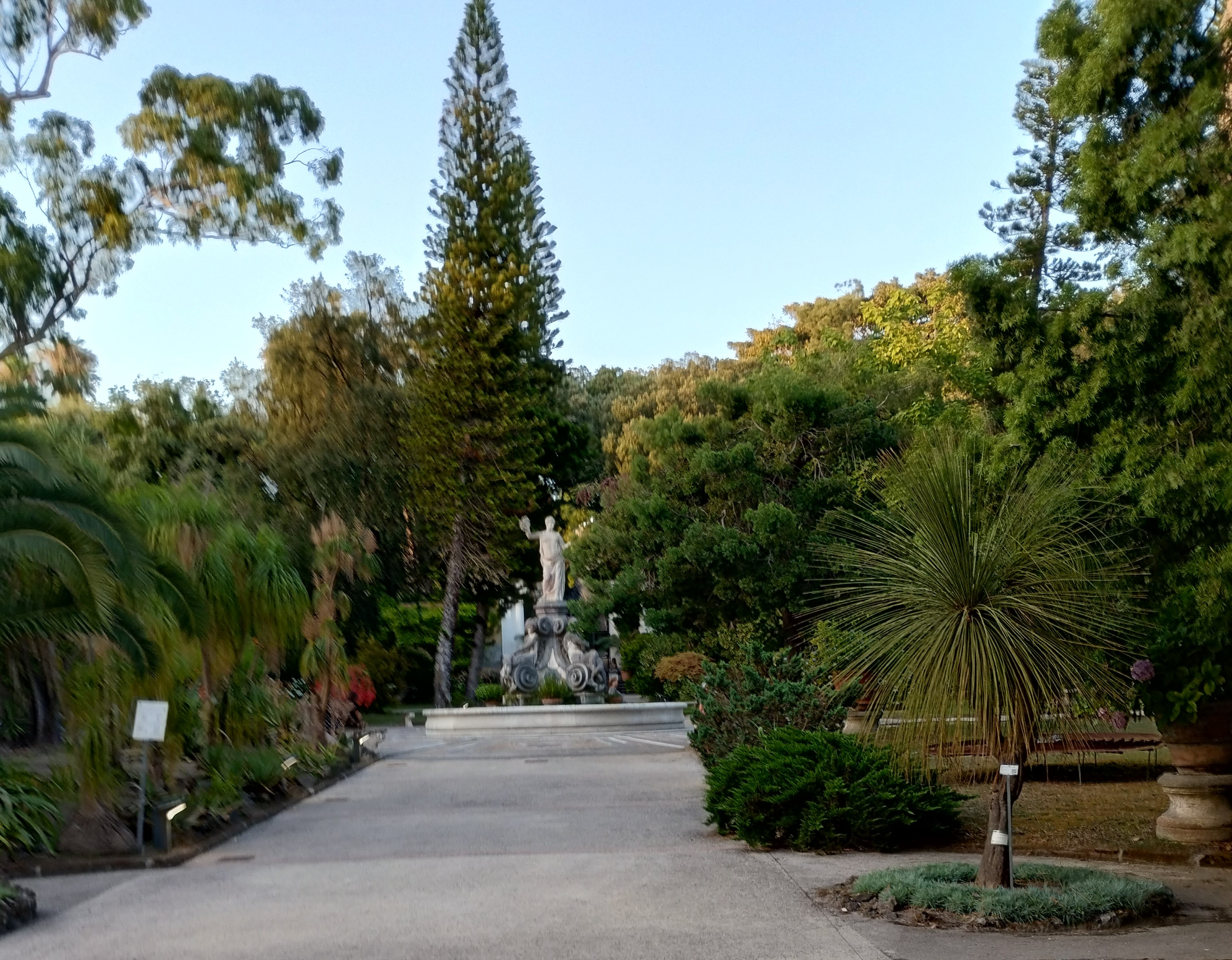
Ingresso dell'orto botanico

Il cortile

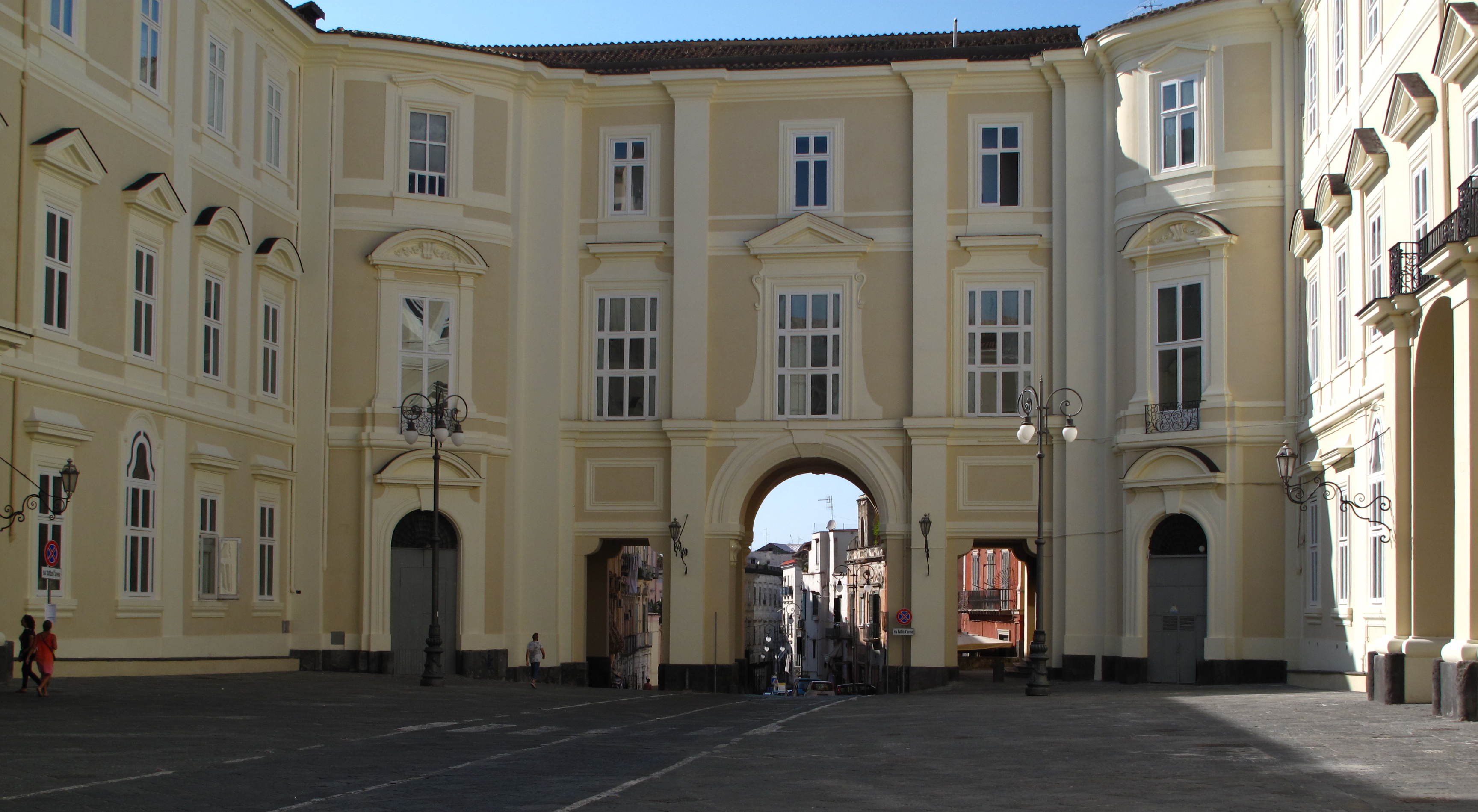
Il cortile del Palazzo Reale, attraversato da un tratto dell’antica "strada delle Calabrie", la strada statale 18, odierna via dell’Università (2018)

 La struttura si articola attorno a un grande cortile ottagonale attraversato dall’attuale via Università (un tempo "strada delle Calabrie"); originariamente, la Reggia era collegata direttamente ai giardini e al mare tramite i suoi boschi, che servivano anche per attività di caccia. Il cortile è in pratica simile ad un vero e proprio piazzale, presenta sul lato sinistro la caserma delle Guardie Reali e la cappella Palatina (1749), mentre un maestoso scalone (1741) conduce dal vestibolo al primo piano, dove si trova l'appartamento di Carolina Bonaparte. Un aspetto storico di grande rilievo è il contributo della Reggia alla nascita dell’Herculanense Museum nel 1758, che raccoglieva reperti provenienti dagli scavi di Ercolano e Pompei, in seguito trasferiti al Museo Archeologico Nazionale di Napoli. Durante il decennio francese, la Reggia fu ristrutturata in stile Impero, aggiungendo ulteriore prestigio agli ambienti interni. Oggi la Reggia ospita l’Orto Botanico e la Facoltà di Agraria dell’Università Federico II di Napoli, con il suo patrimonio storico e naturalistico integrato nel contesto accademico e scientifico moderno.

### Il bosco

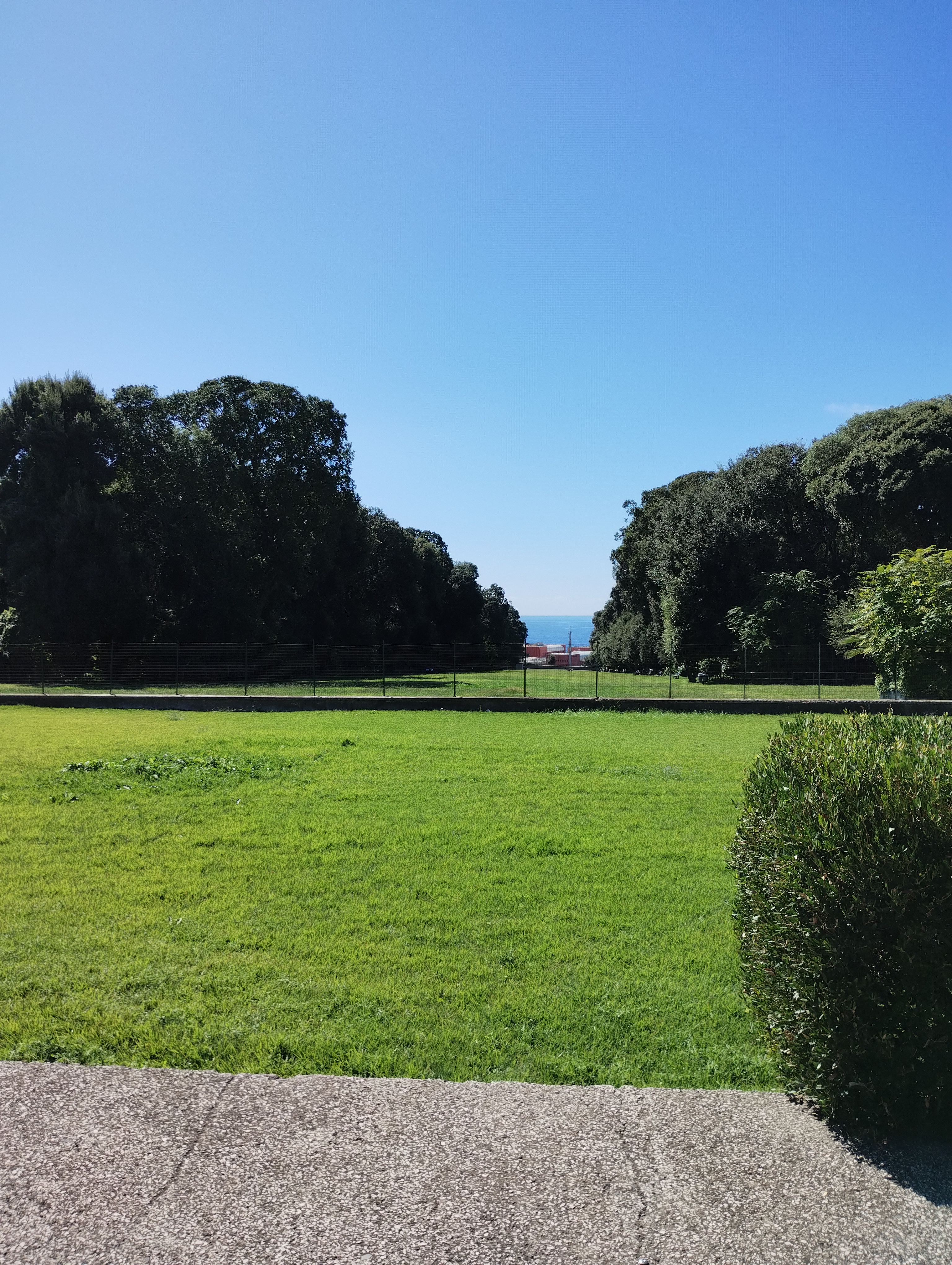
Particolare del Bosco Inferiore della Reggia

Il bosco della reggia, ampliato sino a raggiungere una estensione notevole (andava praticamente dalla zona di Pugliano, lato Vesuvio sin giù al Granatello, verso il mare) è suddiviso in una zona superiore ed una inferiore.
Ampi viali contornati di giardini all'inglese fanno da sfondo ad opere d'arte tra cui vanno annoverate la Fontana delle sirene, il Chiosco di re Carlo e la Fontana dei cigni e persino un anfiteatro.
All'interno del parco fu anche allestito uno zoo con specie di animali esotici che il sovrano Ferdinando IV volle far giungere dall'estero.
Attualmente vi si possono apprezzare rilevanti ristrutturazioni presso la zona che va verso il Granatello, in seguito all'eliminazione di un'ampia macchia di bosco per l'inserimento di un tappeto erboso.
Il Palazzo è dotato di un bosco di 497 117 ettari che degrada dall’attuale tracciato dell’autostrada Napoli-Salerno fino al mare. La parte superiore del bosco restava in uso agli scopi didattici della Facoltà di Agraria, mentre la parte meridionale, nota attualmente come Bosco Reale Inferiore, in quanto posto a sud del Palazzo Reale, disegnato e sistemato con fontane e peschiere, è gestito non dall’Università, ma direttamente dalla Amministrazione Provinciale di Napoli, che nel 1955 lo ha aperto al pubblico. Esso si presenta ricco di alberi secolari di Quercus ilex, Quercus sessilis, Pinus pinea e Cupressus sempervirens. L’albero dominante del Bosco Reale è il leccio (Quercus ilex).